# Momo (serie animada TV)
Momo es una serie de televisión animada alemana del 2003. Basada en la película Italiana de 2001, Momo alla conquista del tempo (Momo, una aventura contra el tiempo), que a su vez está basada en la novela homónima de Michael Ende.

## Argumento
La historia comienza cuando la pequeña niña huérfana, Momo, se esconde en un tren y al ver al revisor salta. En el proceso, conoce a la pequeña tortuga Casiopea, que la acompaña en el futuro y desde entonces vive en las ruinas de un anfiteatro en las afueras de la ciudad. Juntos conocen a los niños de la ciudad y al barrendero, Beppo, que ve en Momo el don de agradar a la gente y sacar lo mejor de ella.
Sin embargo, los misteriosos caballeros grises, que aparecen cada vez más a menudo en el tiempo y fuman constantemente puros, intentan robar el tiempo de la gente. Así que les mienten y les convencen de que depositen su tiempo de vida en una caja de ahorros de tiempo, y a partir de entonces todos empiezan a trabajar obsesivamente para ahorrar tiempo. Se dirigen especialmente a los adultos, ya que les resulta más difícil llegar a los niños. Sin embargo, Momo intenta defenderse de las maquinaciones de los amos grises y recuperar y liberar a sus amigos.
Cuando el mundo ya se ha vuelto muy gris, la sabia tortuga Casiopea conduce a Momo al reino del maestro Hora, que es un guardián del tiempo y le explica algunas cosas. Para evitar lo peor, se dirige al cuartel general de los ladrones de tiempo e intenta frustrar sus planes.

## Personajes
Además del gallo y la lechuza que aparecen en la serie animada como otras mascotas del Maestro Horas. El gallo es el guardián del día y el búho sabio es el guardián de la noche. 
Aparte, los niños tienen nombres diferentes a los de la novela; el propio Gigi es retratado como uno de los niños o como preadolescente, y no como un joven adulto, como aparece en la novela.

## Producción y lanzamiento
La serie fue producida por KirchMedia y Trickompany Filmproduktion. El storyboard también trabajan Blue Toe Productions y Milímetros SA La animación también es de Wang Film Productions.
El guion fue escrito por Christine Groß, Charlotte Habersack, Kurt Haderer, Marion Hohenfeld, Claudia Kaiser y Marc Hillefeld. Dirigida por Choem Burke. Se produjeron un total de 26 episodios.
El especial de 55 minutos: “Una niña llamada Momo, el comienzo de un viaje al reino del tiempo” se emitió por primera vez el 31 de octubre de 2003 en el canal de televisión KiKa. La serie comenzó el 3 de noviembre de 2003 y es un derivado de la película animada italiana Momo a la conquista del tiempo estrenada en 2001. 
También se realizaron transmisiones adicionales de la serie en la televisión en idioma alemán en los canales de televisión Junior y TV24. La serie también se ha lanzado en DVD y VHS y está disponible en el servicio de vídeo a pedido Kividoo.

## Lista de episodios
| Número | Título original (alemán)                 | Título en español                         | Fecha de emisión original (Alemania) |
| ------ | ---------------------------------------- | ----------------------------------------- | ------------------------------------ |
| 1      | Ein Mädchen namens Momo                  | Una niña llamada Momo                     | 3 de noviembre de 2003               |
| 2      | Wo soll Momo wohnen?                     | ¿Dónde debería vivir Momo?                | 4 de noviembre de 2003               |
| 3      | Momo und der graue Besucher              | Momo y el visitante gris                  | 5 de noviembre de 2003               |
| 4      | Momo und die Südseeprinzessin            | Momo y la princesa de los mares del sur   | 6 de noviembre de 2003               |
| 5      | Momo in der Schule                       | Momo en la escuela                        | 7 de noviembre de 2003               |
| 6      | Momo schlichtet einen Streit             | Momo resuelve una discusión               | 10 de noviembre de 2003              |
| 7      | Momo und der graue Sonntag               | Momo y el domingo gris                    | 11 de noviembre de 2003              |
| 8      | Momo und die Puppe                       | Momo y la muñeca                          | 12 de noviembre de 2003              |
| 9      | Momo und der Jahrmarkt der grauen Herren | Momo y la feria de los caballeros grises  | 13 de noviembre de 2003              |
| 10     | Momo und die Kinder-Demo                 | Demostración de Momo y los niños          | 14 de noviembre de 2003              |
| 11     | Momo in Gefahr                           | Momo en peligro                           | 17 de noviembre de 2003              |
| 12     | Momo auf der Flucht                      | Momo en la carrera                        | 18 de noviembre de 2003              |
| 13     | Momo im Haus der Zeit                    | Momo en la casa del tiempo                | 19 de noviembre de 2003              |
| 14     | Momo und die Stundenblumen               | Momo y las flores de la hora              | 20 de noviembre de 2003              |
| 15     | Momo ist wieder da                       | Momo ha vuelto                            | 21 de noviembre de 2003              |
| 16     | Momo sucht ihre Freunde                  | Momo busca a sus amigos                   | 24 de noviembre de 2003              |
| 17     | Momo und Gigi                            | Momo y Gigi                               | 25 de noviembre de 2003              |
| 18     | Momo ist nicht zu fassen                 | Momo es increíble                         | 26 de noviembre de 2003              |
| 19     | Momo braucht Hilfe                       | Momo necesita ayuda                       | 27 de noviembre de 2003              |
| 20     | Momo sucht nach Cassiopeia               | Momo busca a Cassiopeia                   | 28 de noviembre de 2003              |
| 21     | Momo rettet Livias Geburtstag            | Momo salva el cumpleaños de Livia         | 1 de diciembre de 2003               |
| 22     | Momo ganz allein                         | Momo, sola                                | 2 de diciembre de 2003               |
| 23     | Momo und das Angebot der grauen Herren   | Momo y la oferta de los caballeros grises | 3 de diciembre de 2003               |
| 24     | Momos Entscheidung                       | La decisión de Momo                       | 4 de diciembre de 2003               |
| 25     | Momos große Stunde                       | El momento de Momo                        | 5 de diciembre de 2003               |
| 26     | Momo gegen die grauen Herren             | Momo contra los hombres grises            | 8 de diciembre de 2003               |